# Wybory parlamentarne na Trynidadzie i Tobago w 2010 roku
Wybory parlamentarne na Trynidadzie i Tobago w 2010 roku – wcześniejsze wybory do Izby Reprezentantów Trynidadu i Tobago, przeprowadzone 24 maja 2010. Zwycięstwo odniosła koalicja partii opozycyjnych Partnerstwo Ludowe na czele z Kamlą Persad-Bissessar.

## Organizacja wyborów
9 kwietnia 2010 premier Patrick Manning ogłosił rozwiązanie parlamentu i zapowiedział organizację wcześniejszych wyborów. Premier zdecydował się na rozwiązanie izby w połowie jej kadencji; zgodnie z konstytucją kadencja parlamentu trwa 5 lat, a poprzednie wybory miały miejsce w listopadzie 2007. W ich wyniku rządzący Ludowy Ruch Narodowy (People's National Movement, PNM) uzyskał 26 mandatów w 41-osobowej Izbie Reprezentantów, a opozycyjny Zjednoczony Kongres Narodowy (United National Congress, UNC) pozostałych 16. 16 kwietnia 2010 premier ogłosił datę wyborów na 24 maja 2010. Powodem jego decyzji była chęć potwierdzenia i odnowienia mandatu wobec pojawiających się pod adresem jego rządu oskarżeń o korupcję i złe zarządzanie finansami państwa. Krytycy i opozycja zarzucali administracji Manninga nadmierne wydatki na organizację w 2009 dwóch dużych międzynarodowych konferencji – Szczytu Ameryk oraz Spotkania Szefów Państwa i Rządów Wspólnoty Narodów – które ich zdaniem doprowadziły do zapaści finansów publicznych.
Największa partia opozycyjna, na czele z jej liderką Kamlą Persad-Bissessar, utworzyła wspólnie z czterema innymi ugrupowaniami koalicję wyborczą Partnerstwo Ludowe (People's Partnership). W jej skład wszedł Kongres Ludu (Congress of the People, COP) – druga pod względem wielkości partia opozycyjna – z Winstonem Dookeranem na czele. Opozycja w czasie kampanii wyborczej obiecywała walkę z rosnącą przestępczością, poprawę zarządzania finansami publicznymi, podniesienie poziomu rent i emerytur, bezpłatne komputery dla studentów oraz redukcję 20% poziomu ubóstwa.
Rządzący od 2001 premier Manning w czasie kampanii podkreślał dokonania swego gabinetu: bezpłatną edukację na wszystkich szczeblach, podniesienie poziomu rent i emerytur, zwiększenie rezerw finansowych państwa. Deklarował ponadto dalszy wzrost świadczeń socjalnych i emerytalnych, zniesienie podatku od dochodów dla korzystających z opieki społecznej oraz budowę szybkiej kolei i sieci dróg ekspresowych. Do udziału w wyborach uprawnionych było nieco ponad milion obywateli z 1,3 mln mieszkańców.

## Wyniki wyborów
Wybory 24 maja 2010 zakończyły się zdecydowaną wygraną koalicji partii opozycyjnych, która zdobyła 29 z 41 miejsc w Izbie Reprezentantów, z czego 22 z nich przypadło Zjednoczonemu Kongresowi Narodowemu (UNC). Pozostałe 12 mandatów uzyskał dotychczas rządzący Ludowy Ruch Narodowy (PNM). Premier Manning uznał porażkę w wyborach. Kamla Persad-Bissessar zapowiedziała, że jej rząd nie dopuści do dominacji w kraju jednej grupy etnicznej lub klasy społecznej. Trynidad i Tobago zamieszkują głównie dwie grupy o pochodzeniu afrykańskim oraz indyjskim. 26 maja 2010 Kamla Persad-Bissessar została oficjalne zaprzysiężona na stanowisku szefa rządu. Została pierwszą kobietą w historii kraju, która objęła ten urząd.